# Qallussuaq

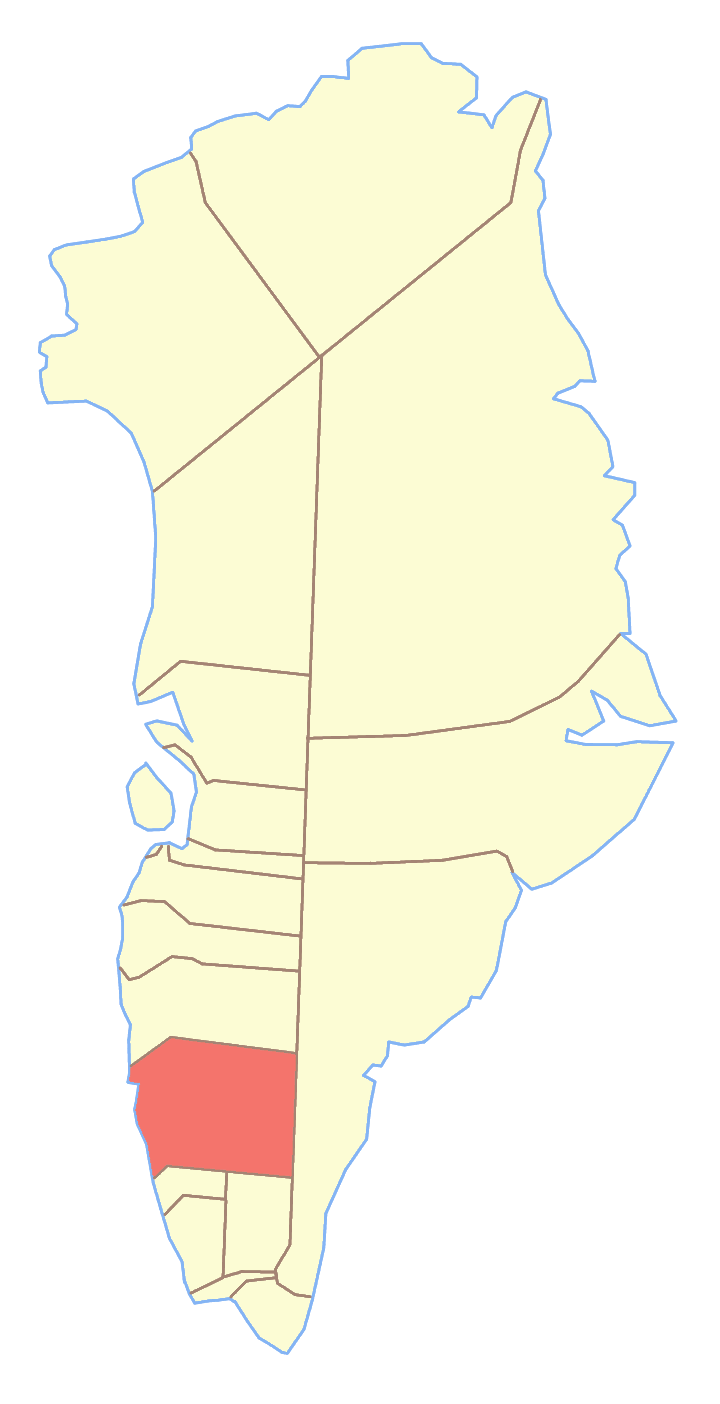
Ex comune di Nuuk, dove si trovava il Qallussuaq

Il Qallussuaq (danese: Cirkussøen) è un lago della Groenlandia. Si trova presso lo Stretto di Davis, a 64°11'N 51°39'O; appartiene al comune di Sermersooq.